# PL-9
PL-9은 중국판 사이드와인더 미사일이다. 적외선 유도, 단거리 공대공 미사일이다. 2010년 5월 북한이 주력기로 사용하려고 중국에 공식으로 무상제공을 요청했다가 거절당한, 중국산 F-16인 청두 J-10 등 중국의 모든 전투기에서 사용한다.
중국은 이스라엘에서 파이톤 3 미사일을 수입해 PL-8 라고 이름을 붙였다. PL-8 미사일을 통해 기술을 익힌 중국은 PL-9 미사일을 독자 개발했다.

## 같이 보기
- 청두 J-10
- 파이톤 5 미사일
- PL-12 - 중국판 암람